# Museum Insel Hombroich

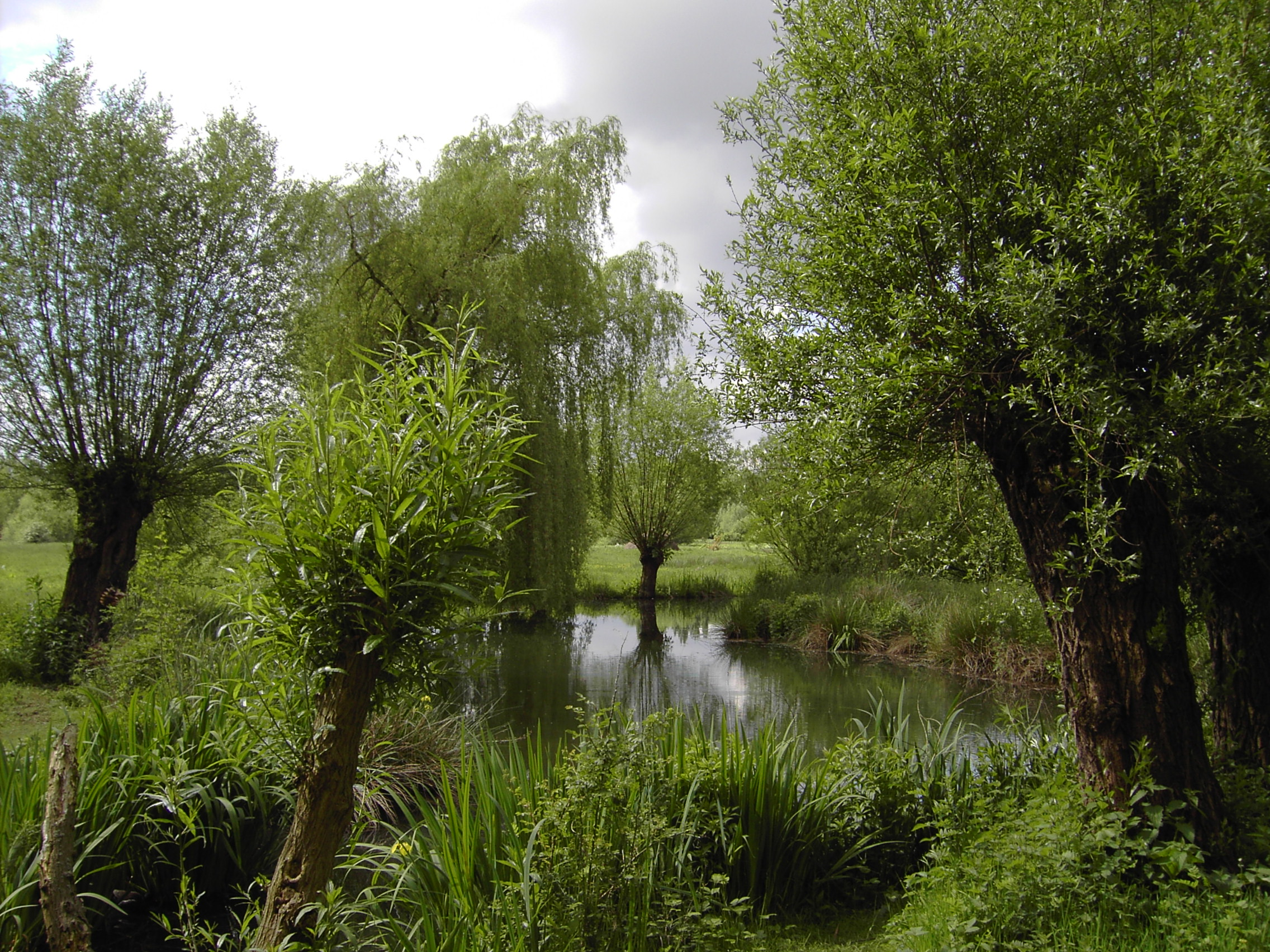
Auenlandschaft, Museumsinsel Hombroich, Neuss (2006)

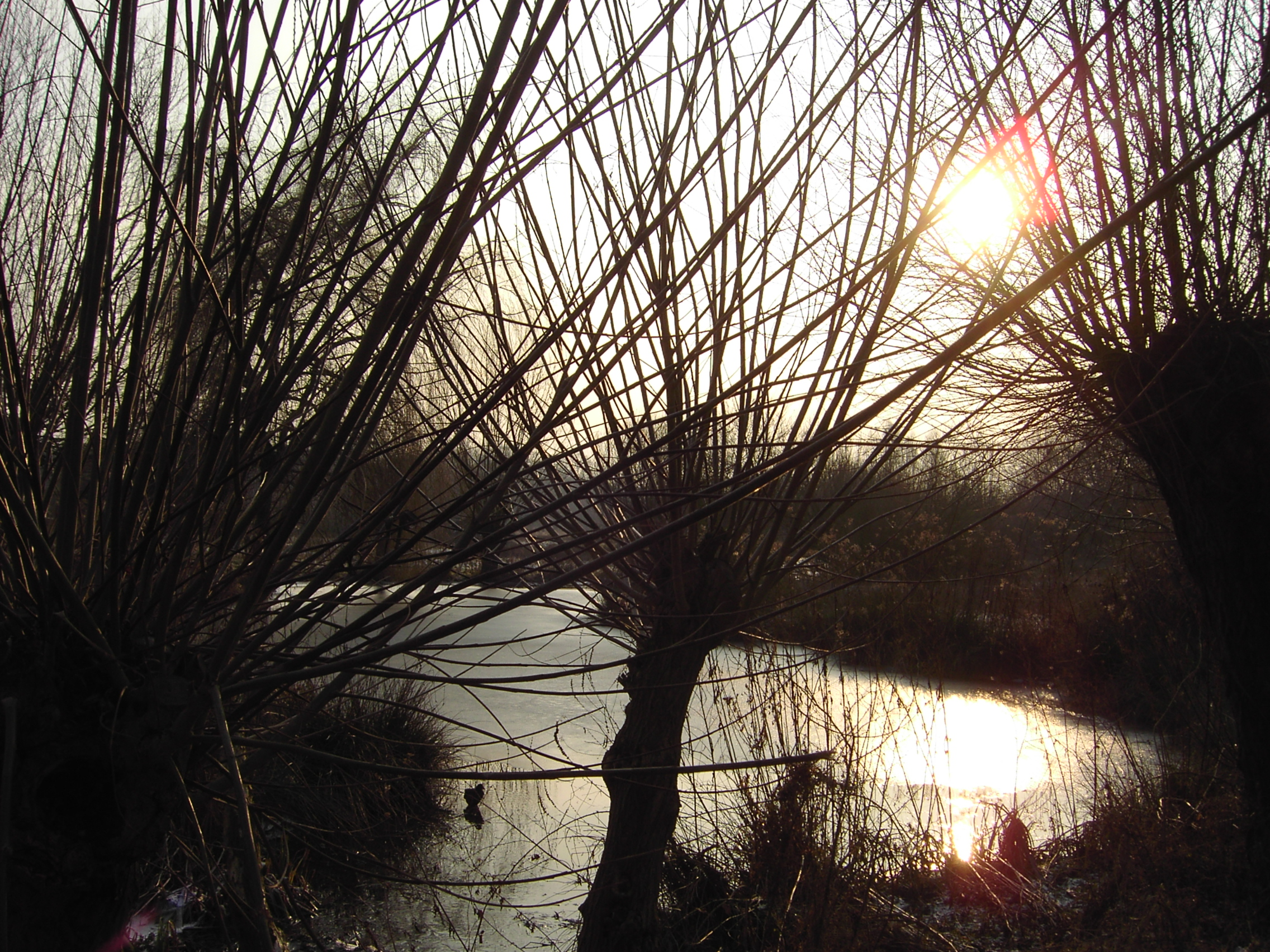
Kopfweiden, Museumsinsel Hombroich, Neuss (2006)

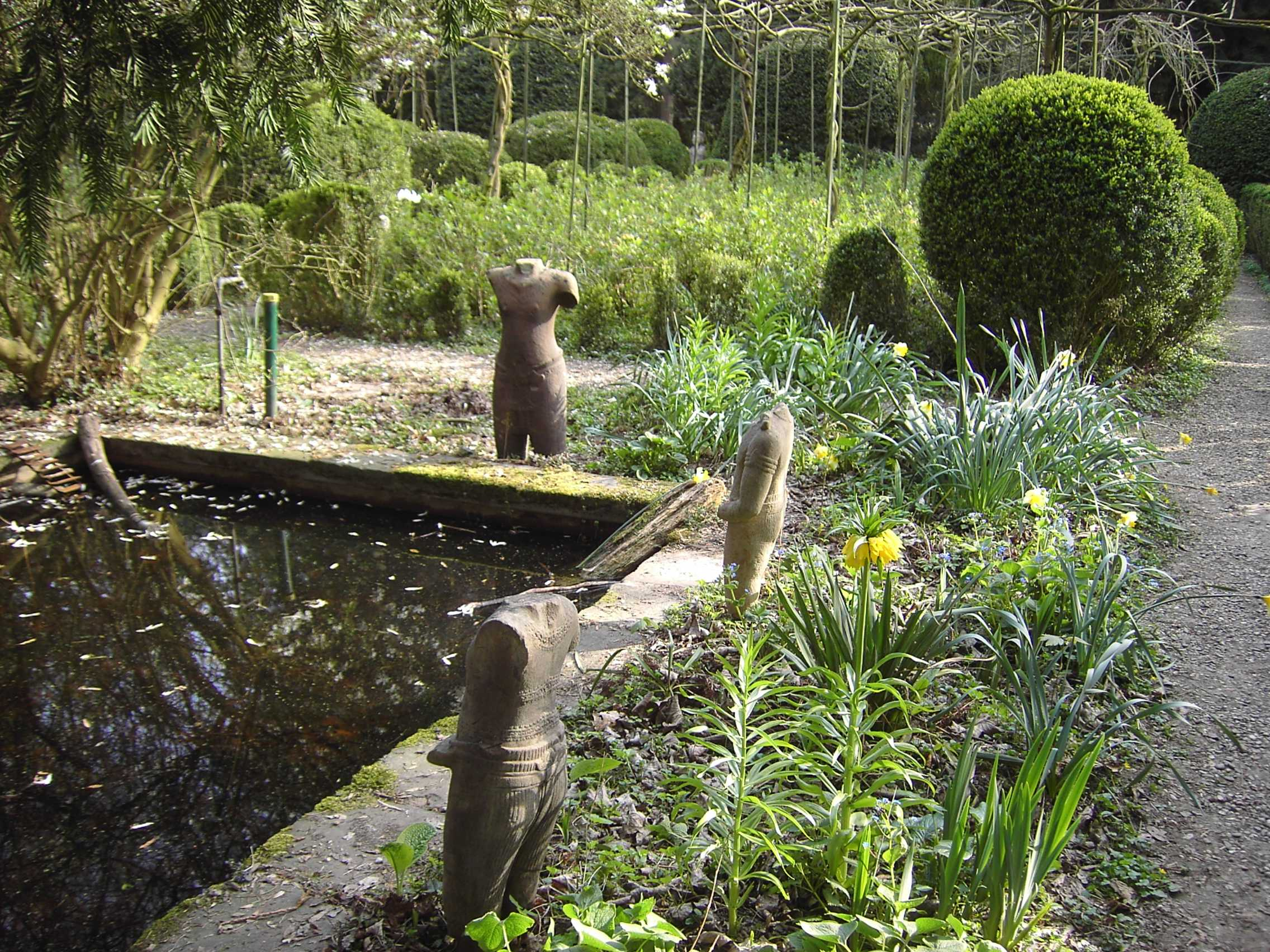
Historischer Park, Stiftung Museum Insel Hombroich (2010)

Das Museum Insel Hombroich [ˈhɔmbʁoːx] ist ein in Neuss-Holzheim gelegenes Kunstmuseum. Es zeichnet sich durch frei stehende Ausstellungspavillons und restaurierte Gebäude aus, die sich in einer renaturierten Park- und Auenlandschaft am Nordufer der Erft befinden. In Anlehnung an Paul Cézanne steht das Museum unter dem Motto „Kunst parallel zur Natur“.
Gemeinsam mit der Raketenstation Hombroich wird es von der Stiftung Insel Hombroich getragen. Der Sitz der Stiftung Literatur- und Kunstinstitut Hombroich, einer gemeinnützigen Stiftungs-GmbH, befindet sich auf dem Inselareal in dem Haus Hombroich.

## Kunst, Architektur und Natur
Der Düsseldorfer Kunstsammler Karl-Heinrich Müller erwarb 1982 die Insel Hombroich, einen verwilderten Park an der Erft, und begann in Zusammenarbeit mit mehreren bildenden Künstlern sein Konzept zu verwirklichen: seine Kunstsammlung in dezentralen Ausstellungspavillons und im Dialog mit der umgebenden Natur zu präsentieren.
Für die Planung der Gebäude gewann Müller den Düsseldorfer Bildhauer Erwin Heerich. In der ersten Bauphase entstanden im historischen Park eine Orangerie, der Graubner-Pavillon und die Hohe Galerie.
Im Jahre 1984 erwarb Müller ein weiteres, größeres Areal. Der Landschaftsarchitekt Bernhard Korte rekultivierte das Gelände zu einer Landschaft mit Parks, Auen und Terrassen.
Hier entstanden, neben anderen im Grünen aufgestellten Objekten, zehn von Erwin Heerich entworfene und von dem Düsseldorfer Architekten Hermann H. Müller ausgeführte „begehbare skulpturale Architekturen“, wie das Labyrinth, der Turm, der Tadeusz-Pavillon, die Schnecke, das Zwölf-Räume-Haus sowie die Cafeteria und das Kassengebäude.
In einigen dieser Bauten ist die Kunstsammlung Karl-Heinrich Müllers untergebracht, darunter Werke von Hans Arp, Alexander Calder, Paul Cézanne, Eduardo Chillida, Lovis Corinth, Jean Fautrier, Alberto Giacometti, Yves Klein, Gustav Klimt, Henri Matisse, Francis Picabia, Rembrandt van Rijn, Kurt Schwitters, Kunst der Khmer und Kunstwerke aus dem frühen China.
Der Düsseldorfer Maler Gotthard Graubner beriet Karl-Heinrich Müller nicht nur beim Aufbau der Sammlung, sondern entwickelte auch ein spezielles Ausstellungskonzept: Im Gegensatz zur gängigen Museumspraxis sind die Exponate nicht chronologisch oder nach Stilrichtungen geordnet, vielmehr hat Graubner in den verschiedenen Pavillons den Dialog zwischen traditioneller asiatischer und moderner europäischer Kunst inszeniert – im Labyrinth stehen zum Beispiel Skulpturen aus dem frühen China vor abstrakten Farbflächenbildern aus dem 20. Jahrhundert. Überall wird grundsätzlich auf erklärende Hinweise verzichtet, damit sich die Besucher intuitiv auf die Kunstwerke einlassen können, ohne von didaktischen Anmerkungen gelenkt zu werden.
Ateliers auf dem Museumsgelände besaßen unter anderem die bildenden Künstler Anatol Herzfeld, Erwin Heerich und Gotthard Graubner.

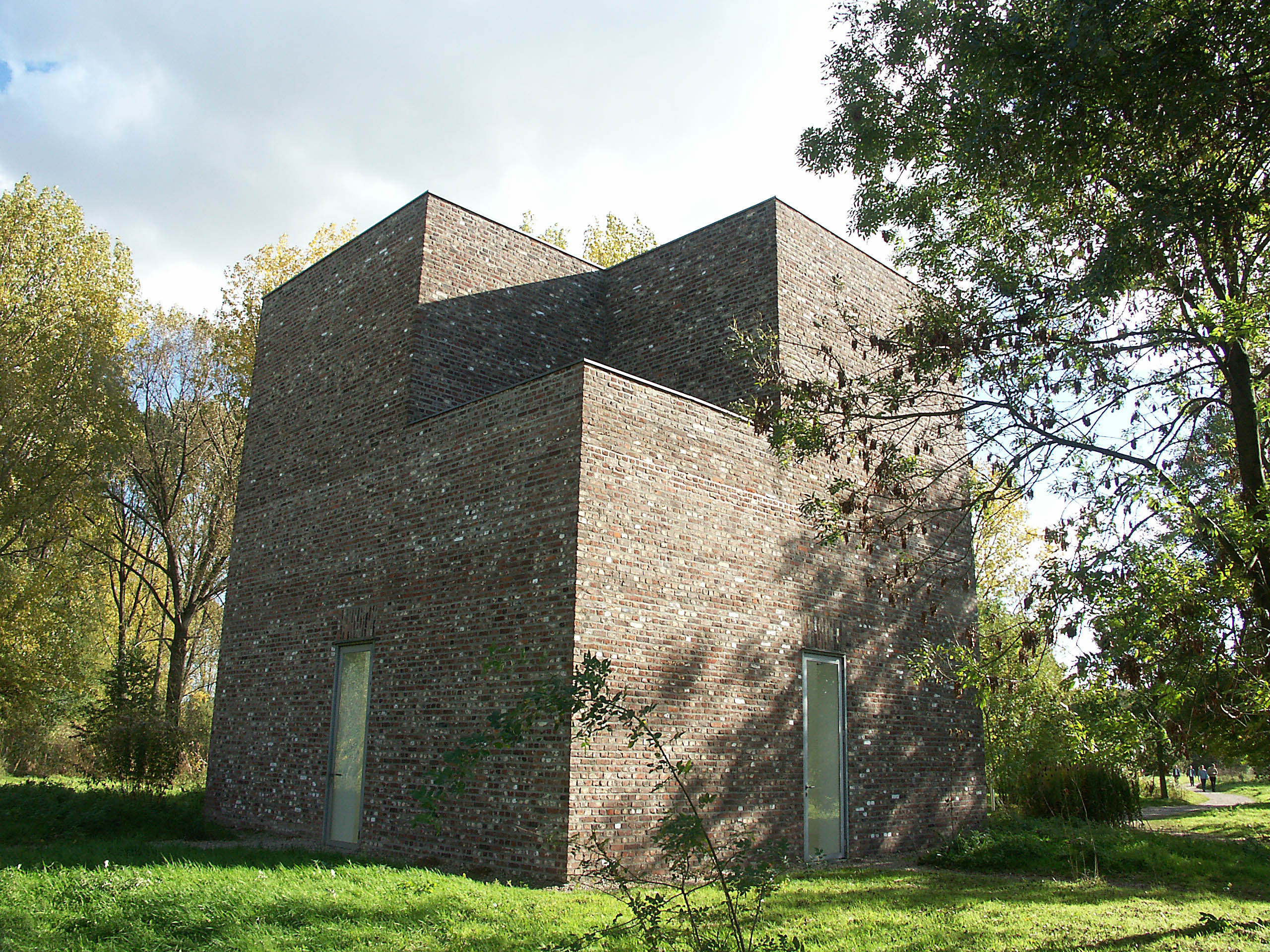
Erwin Heerich: „Turm“ (außen)
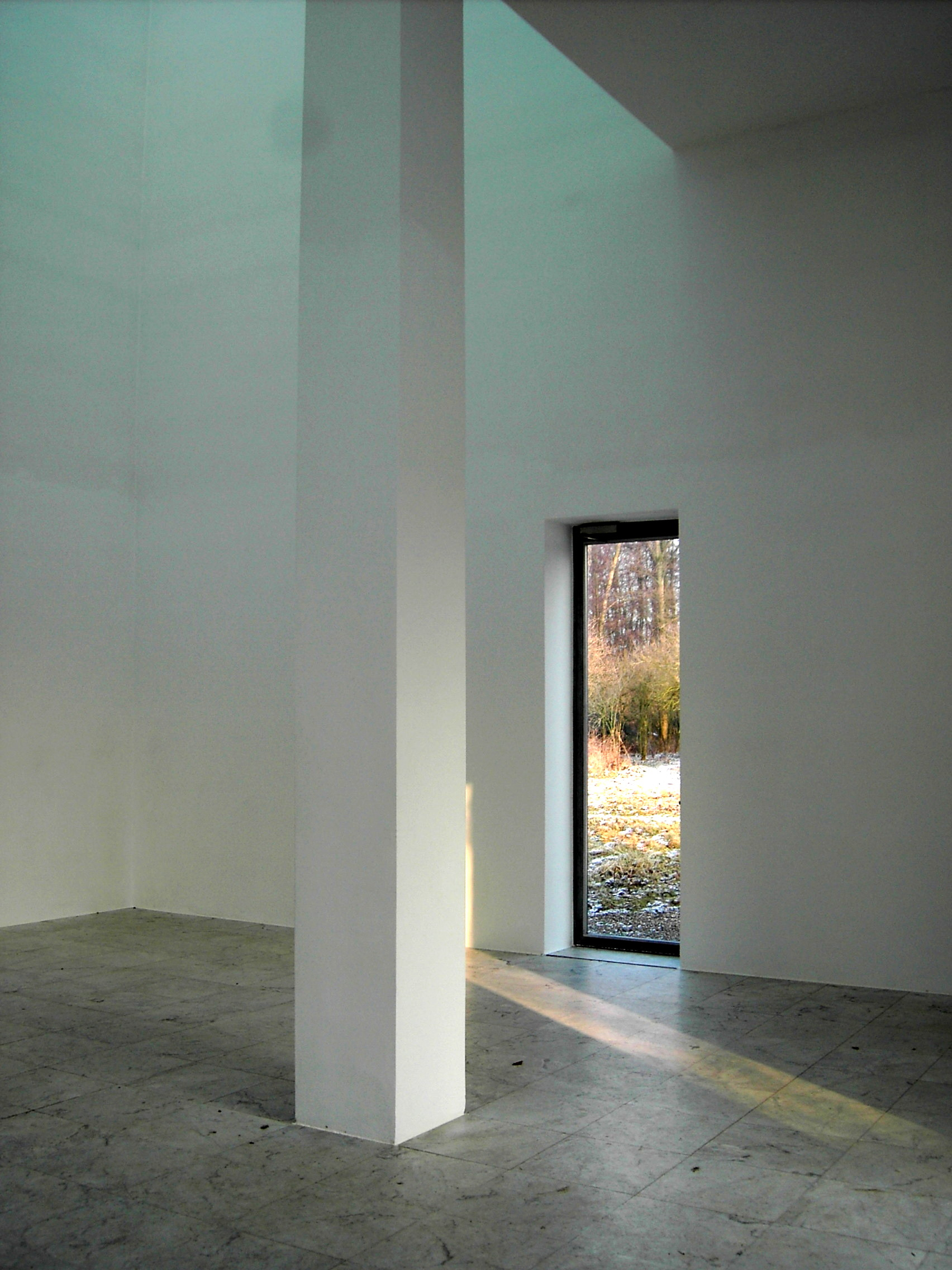
Erwin Heerich: „Turm“ (innen)
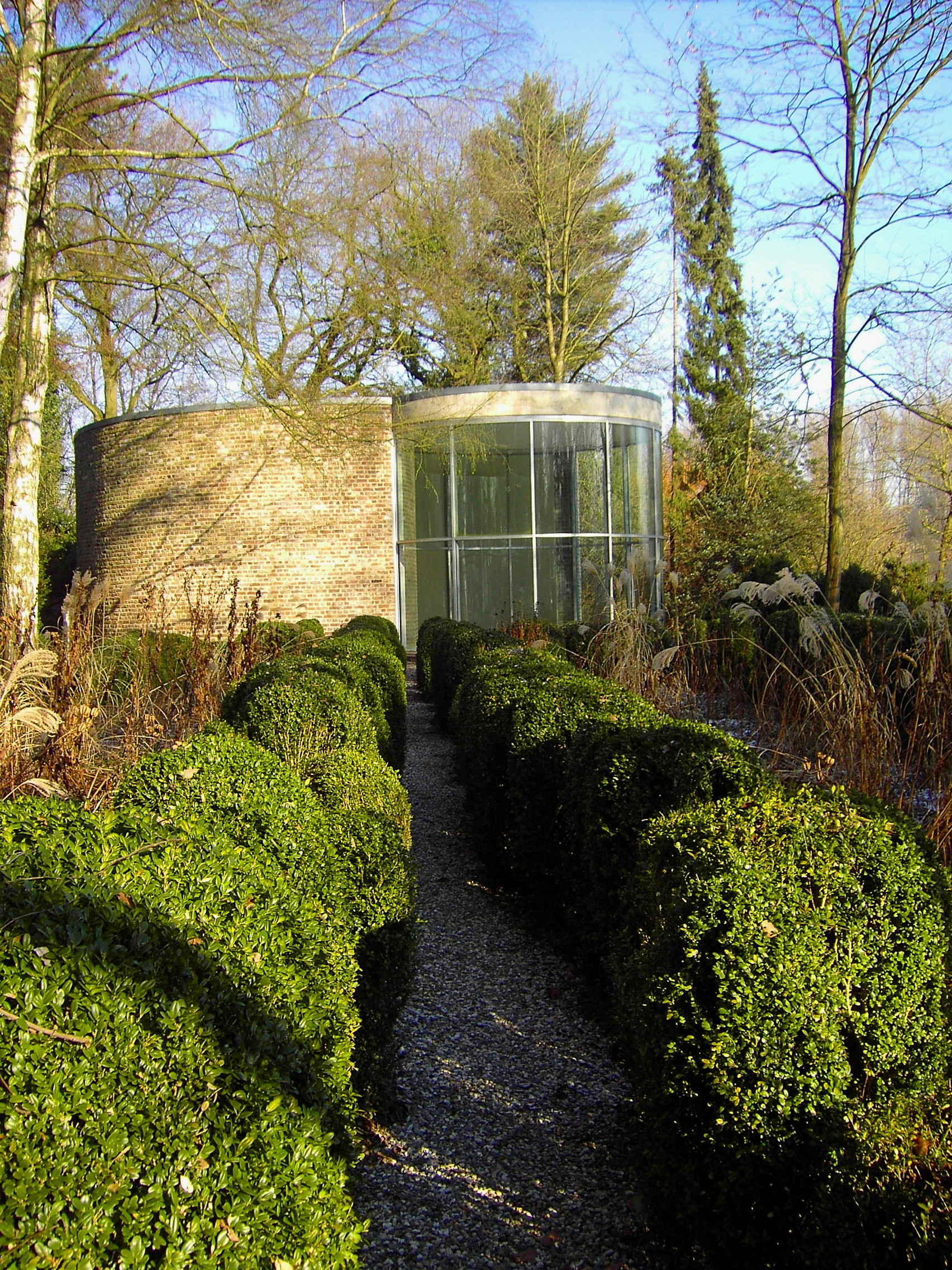
Erwin Heerich: „Graubner-Pavillon“
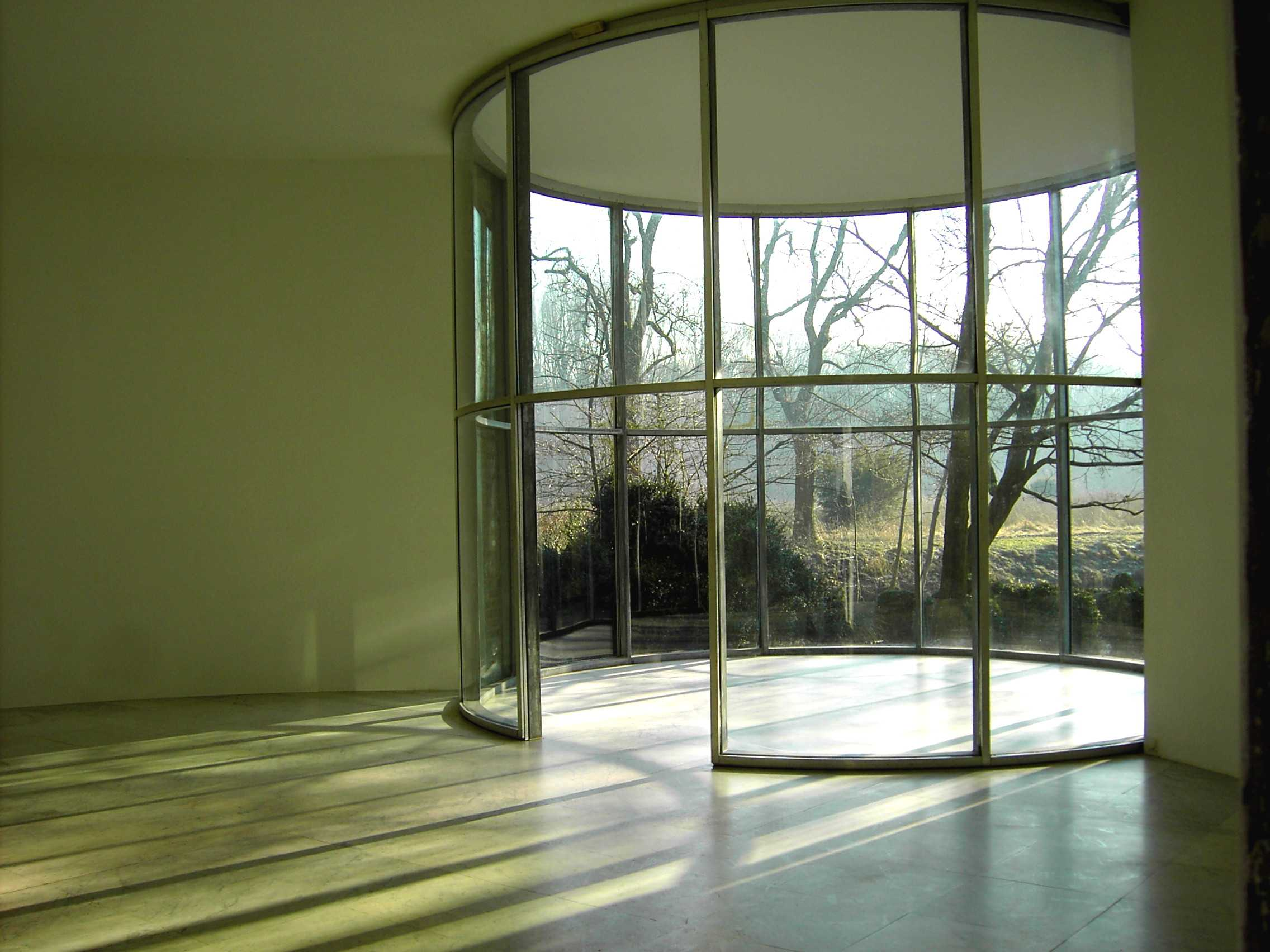
Erwin Heerich: „Graubner-Pavillon“ (innen)
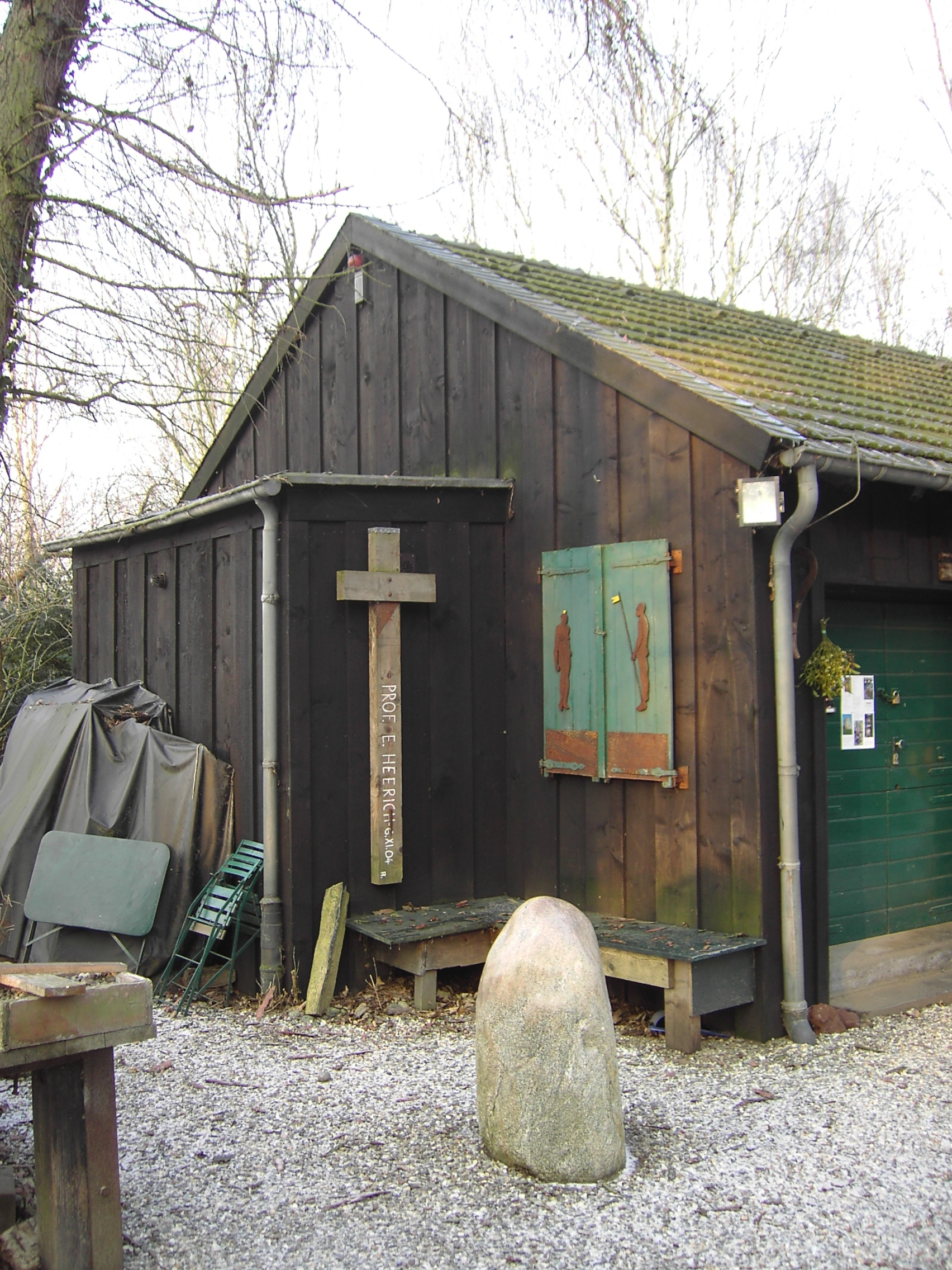
Anatols Werkstatt
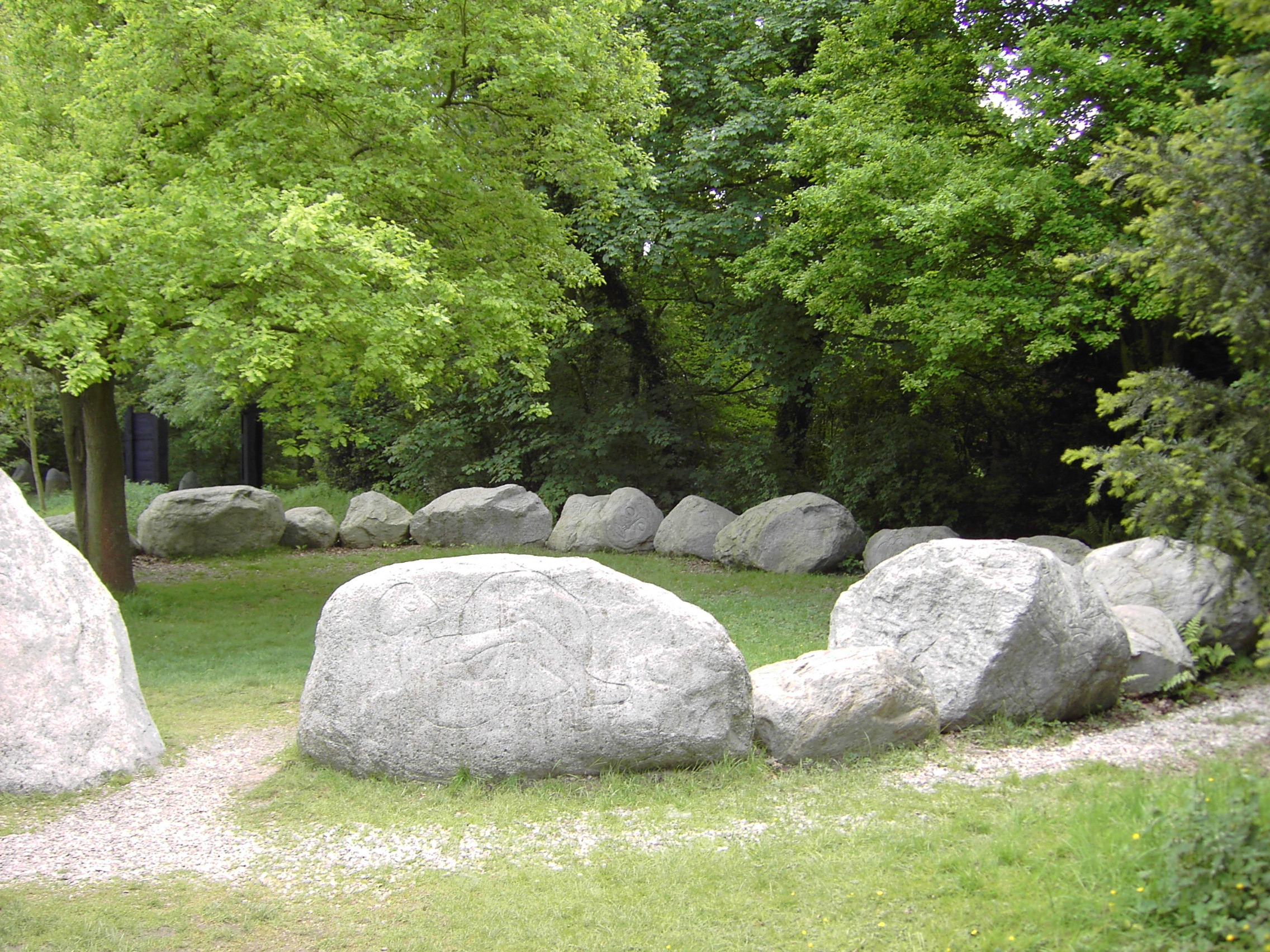
Anatol: „Arbeitszeit Kirche“
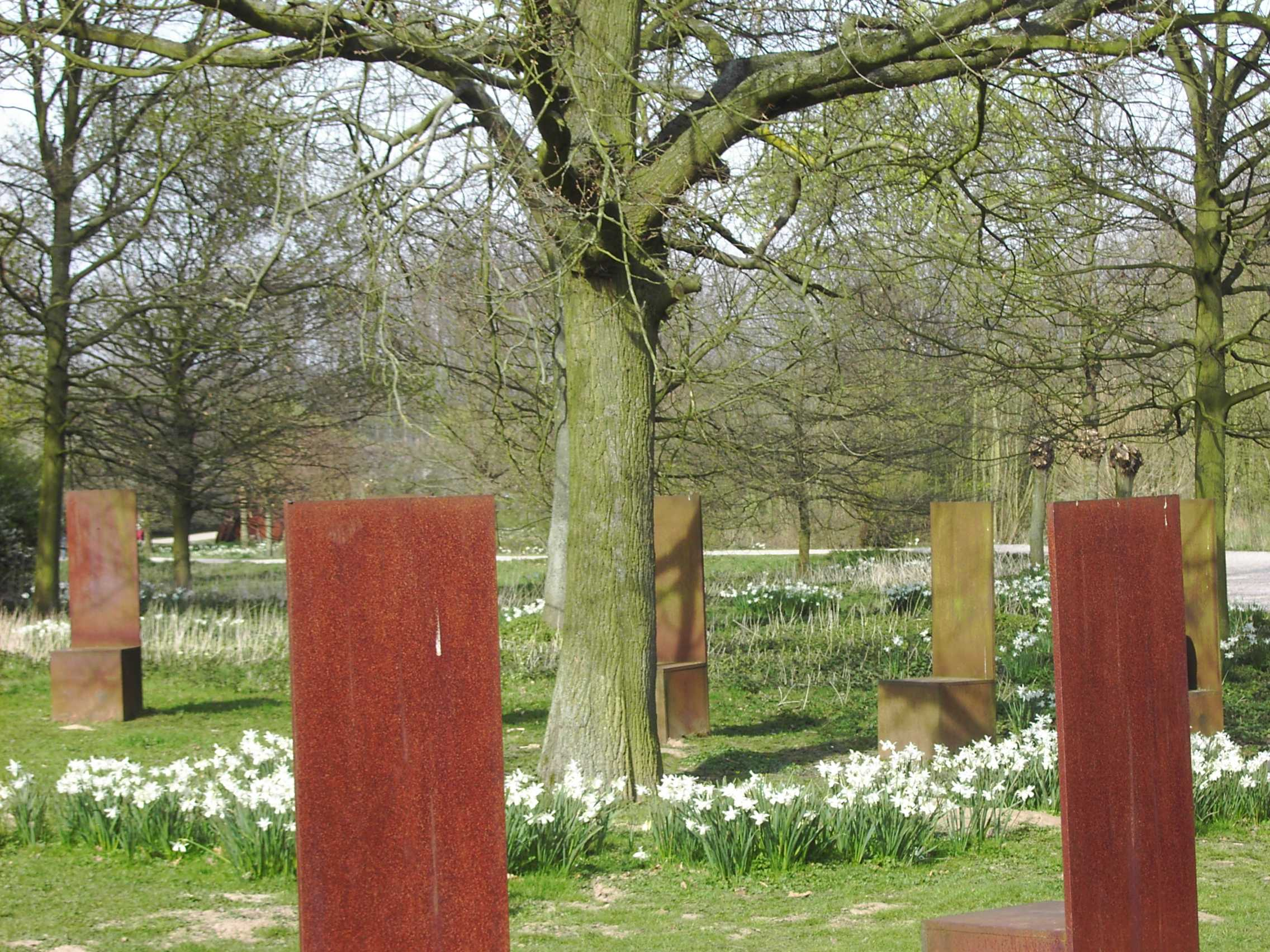
Anatol: „Parlament“

## Kinder Insel Hombroich
Dem Leitbild der Stiftung Insel Hombroich („Kunst parallel zur Natur“) entsprechend, gründeten der Bildhauer und Architekt Oliver Kruse und seine Frau Patricia Hepp 1999 die Kinder Insel Hombroich, eine Kindertagesstätte, die auf die musische Bildung der Kinder und das Erkunden der Natur besonderen Wert legt und eng mit bildenden Künstlern und Musikern zusammenarbeitet. Kruse entwarf das Gebäude selbst und erhielt dafür 2001 den Architekturpreis NRW des BDA. Die Kinder Insel Hombroich wurde 2009 mit der Sonderauszeichnung „Junges Hören“ der Strecker-Stiftung ausgezeichnet.
Die Kinder Insel Hombroich wurde in der Kategorie „Kindertagesstätte mit Kulturprofil“ mit dem Preis „Kultur prägt! Künstlerinnen und Künstler begegnen Kindern und Jugendlichen 2012“ ausgezeichnet. Die Preisvergabe ist eine Würdigung der künstlerisch und musisch ausgerichteten Arbeit mit den Kindern auf der Insel Hombroich durch das Ministerium für Familie, Kinder, Jugend, Kultur und Sport des Landes Nordrhein-Westfalen.

## Filme
- Das Museum Insel Hombroich (= Museums-Check. Folge 22). Reportage, 30 Min., Moderation: Markus Brock, Produktion: 3sat. Erstausstrahlung: 1. September 2013.[3]